# Thanh Tuyền (xã)
Thanh Tuyền là một xã thuộc huyện Dầu Tiếng, tỉnh Bình Dương, Việt Nam.

## Địa lý
Xã Thanh Tuyền có diện tích 62,22 km², dân số năm 2021 là 17.423 người, mật độ dân số đạt 280 người/km².

## Hành chính
Xã Thanh Tuyền được chia thành 11 ấp: Đường Long, Lê Danh Cát, Gò Mối, Chợ, Lâm Vồ, Xóm Lẫm, Xóm Bến, Xóm Bưng, Suối Cát, Rạch Kiến, Bưng Cồng

## Lịch sử
Trước đây, Thanh Tuyền là một xã thuộc huyện Bến Cát cũ.
Ngày 23 tháng 7 năm 1999, Chính phủ ban hành Nghị định 58/1999/NĐ-CP về việc chuyển xã Thanh Tuyền thuộc huyện Bến Cát về trực thuộc huyện Dầu Tiếng mới tái lập quản lý.